# 赫尔辛基大学植物园

赫尔辛基大学植物园卡伊萨涅米园区里的温室建筑

赫尔辛基大学植物园（芬蘭語：Helsingin yliopiston kasvitieteellinen puutarha）是隶属于赫尔辛基大学芬兰自然史博物馆之下的一个机构。该机构收集并管理一批用于研究和教学的正在生长的植物。该植物园有两个园区：一个位于凯萨涅米（Kaisaniemi），另一个位于昆普拉（Kumpula）。
凯萨涅米植物园对公众开放。在温室里有800多中不同物种的植物，而露天的园区里则有超过2800种不同的植物。
昆普拉园区在1987年开始修建，并在2009年对公众开放。